# إيون فلوكس
إيون فلوكس (بالإنجليزية: Æon Flux)‏ مسلسل كرتون خيال علمي طليعي تم بثه على قناة إم تي في بأشكال متعددة خلال التسعينيات، بالإضافة إلى فيلم، مجلة هزلية، لعبة فيديو فيما بعد . عرض لأول مرة عام 1991 على هيئة سلسلة أفلام قصيرة من ستة أجزاء على ليكويد تيليفيشن على الإم تي في، ثم عرضت خمسة حلقات قصيرة منفردة عام 1992، في عام 1995، تم عرض موسم من عشر حلقات مدتها نصف ساعة كمسلسل مستقل . ألّف إيون فلوكس الرسام الكوري الأمريكي بيتر تشانغ (الرجل وراء فانتوم 2040 ، الذي استخدم فيه نفس الأسلوب الذي استخدمه في إيون فلوكس) .
تم إصدار فيلم مبني على المسلسل ببطولة تشارليز ثيرون في السينما في 2 ديسمبر عام 2005، مسبوقة في نوفمبر من نفس العام بإصدار لعبة فيديو مبنية على الفيلم مع احتوائها لبعض العناصر من المسلسل الأصلي .

## الإنتاج

### تاريخ
تدور أحداث إيون فلوكس في عالم غريب كئيب في المستقبل . الشخصية الرئيسية عميلة سرية من أمة المونيكا، خبيرة في الاغتيال والألعاب بهلوانية . مهمتها اختراق معاقل الدولة المجاورة بريغنا، التي يقودها عدوها وأحياناً حبيبها تريفر غودتشايلد . تشكل مونيكا مجتمع حيوي لا سلطوي على ما يبدو، بينما تجسد بريغنا دولة مركزية تكنوقراطية (وصفها غوتشايلد في إحدى المناسبات بالجمهورية) . أسماء الشخصيات تعكس هذا : فلوكس العميلة السرية من مونيكا وغودتشايلد زعيم بريغنا التكنوقراطي . على الرغم من أن بريغنا أظهرت قمعية، في الحلقة الأولى من الموسم الثالث، «يوطوبيا أم دياترانوبيا» ، كلافيوس، الرئيس المخلوع من قبل غودتشايلد، وصفه أحد الصحفيين بأنه منتخب ديموقراطياً، في نفس الحلقة ذكر غيلدمير (شخصية) مجلس أعلى في البرلمان .

## الممثلون
- دينيس بويريير: إيون فلوكس
- جون رافتر لي: تريفر غودتشايلد

## الحلقات1
1

## وصلات خارجية
- إيون فلوكس على موقع IMDb (الإنجليزية)
- إيون فلوكس على موقع ميتاكريتيك (الإنجليزية)
- إيون فلوكس على موقع روتن توميتوز (الإنجليزية)
- إيون فلوكس على موقع كينوبويسك (الروسية)
- إيون فلوكس على موقع قاعدة بيانات الفيلم (الإنجليزية)
- إيون فلوكس على موقع ANN anime (الإنجليزية)